# Josef Holeček
Josef Holeček (ur. 25 stycznia 1921 w Říčanach, zm. 20 lutego 2005 w Pradze) – czechosłowacki kajakarz, kanadyjkarz. Dwukrotny złoty medalista olimpijski.
Specjalizował się w kanadyjkowej jedynce. Brał udział w dwóch igrzyskach (IO 48, IO 52) i na obu zdobywał medale. Triumfował na dystansie 1000 metrów zarówno w 1948, jak i 1952. W 1950 zdobył dwa medale na mistrzostwach świata, złoto na dystansie 1000 m i srebro na 10 000 m.